# Jérôme Bock
Pour les articles homonymes, voir Bock (homonymie) et Tragus.
Jérôme Bock ou de son nom de plume Hieronymus Bock, surnommé Tragus, né en 1498  et mort le 21 février 1554 à Hornbach (Palatinat), est un pasteur luthérien et un botaniste allemand. Avec Otto Brunfels (v. 1488-1534), Leonhart Fuchs (1501-1566) et Valerius Cordus (1515-1544), il est considéré comme l'un des pères allemands de la botanique. Il est aussi nommé  Le Bouc et Tragos.

## Éléments biographiques

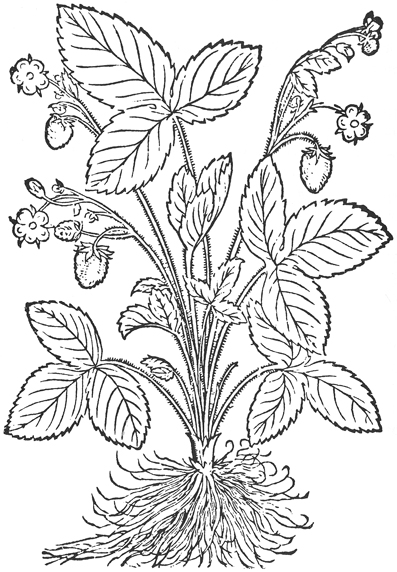
Fraisier tiré de Kreütter Büch de Bock.

Destiné par ses parents à devenir moine, il arrive à les convaincre qu'il n'est pas fait pour une vie monastique. Grâce à l'aide du comte Ludwig du Palatinat, Bock peut suivre les cours de théologie et de médecine à l'université et obtient un poste d'instituteur à Deux-Ponts. Il a également en charge les jardins du comte mais, à la mort de celui-ci, il revient à Hornbach où il devient pasteur luthérien tout en pratiquant la médecine et en poursuivant ses recherches en botanique.

## Œuvres
L'œuvre la plus importante de Bock est son New Kreütter Büch qui paraît à Strasbourg en 1539. Si la première édition n'est pas illustrée, les suivantes le sont de 165 gravures sur bois. Les gravures originelles sont l'œuvre de David Kandel (1520-1592) mais d'autres sont extraites des livres de Brunfels et de Fuchs. Il donne, en allemand, des descriptions originales des plantes. Même si celles-ci ne sont pas très longues, Bock essaie de fournir des informations utiles à leur reconnaissance. Le premier depuis Théophraste, il tente de classer les 800 espèces qu'il cite. Il renonce ainsi à l'ordre alphabétique et classe les plantes suivant qu'elles sont sauvages ou cultivées, que ce soient des arbres, des arbustes ou des herbes.
Son livre débute par la description de l'ortie. Habituellement, les ouvrages commençaient toujours par les espèces les plus rares, le fait que Bock débute sa flore par une espèce extrêmement commune constitue donc une petite révolution.
New Kreütter Büch connaît un immense succès et sera réédité plus de dix fois en un siècle à Strasbourg. Le Nouvel herbier des plantes qui croissent en Allemagne sera édité à Strasbourg en 1539, in-folio, traduit en latin par David Kyber, Strasbourg, 1552.